# 중화인민공화국의 철도

중화인민공화국의 철도(中華人民共和國鐵路)는 중화인민공화국이 운영하는 철도 노선과 운영 시스템, 차량, 지하철 등을 말한다. 중국의 철도는 대부분 중국 국철로 도시가 연결되고 있다. 그 밖에 시가 운영하는 지하철이나 신교통 시스템 등의 도시 내 교통기관이나 산업 목적의 특수 철도 등이 존재하고 있다.
철도는 중국에 있어서 현대 운수의 근간을 이루며 그 총연장 거리는 58,000km(1987, 여객 수송 215억명/km)로 철도선은 60여개를 헤아리고, 수송량은 전수송량의 85%에 이르고 있다.
중국에서는 1949년에 중화인민공화국이 성립되자 전쟁으로 파괴된 철도노선의 복구작업과 새로운 철도노선 건설에 대한 계획이 정력적으로 추진되었다. 1957년 이후로는 중국·소련 기술진의 협력에 의하여 소련·몽골·베트남·북한 등과의 국제선 건설도 진행되었다. 그중에서도 베이징-모스크바 사이 약 9,000km는 세계에서 가장 긴 국제철도이다. 중국의 쿤밍과 하노이 사이에는 이중궤(1000mm 및 1435mm) 철로로 연결되어 있다.  이 노선은 베트남 전쟁 때 중요한 역할을 하였다.

## 중국 국철
중화인민공화국의 본토에 있는 대부분의 중국 국철 노선은 중국철도총공사의 관할하에 있다.
국토가 넓은 중국에서는 장거리 수송, 이동의 물류 수단으로 가장 많이 이용되는 것이 철도이다. 중국의 철도는 지금까지 전기기관차를 사용한 장거리 수송 중심이었으나, 최근 "동차조"(动车组)라는 명칭으로, 상하이에서 근교의 난징, 쑤저우 방면과 항저우 방면으로 편성되어 서서히 근교 전철로서 대도시로의 통근에 활약하게 되었다. 철도망은 가장 중요한 팔종팔횡으로 불리는 노선을 시작으로 국내를 종횡에 연결하고 있으며, 전체 길이 78,000km로 미국과 러시아의 뒤를 잇는 거리이다. 현재 이 철도망은 마카오를 제외한 전 성에 이르고 있다. 중화쯔싱(中華之星) 등 다양한 시행 착오 후, 차량은 주로 외국의 기술을 사용하여 2008년 베이징-톈진 고속철도, 2009년 우광(武広)고속철도 (우한 ~ 광저우)를 개시하였다.

### 주요 노선
주요 노선을 《팔종팔횡》(八縦八横)이라는 말로 요약할 수 있으며, 중점적으로 국가가 정비를 실시하는 여덟 개의 종단노선과 여덟 개의 횡단 철도이다.

#### 팔횡 (남북 노선)
- 징후 철로: 베이징의 베이징 남역에서 상하이에 이르는 철도 노선이다. 전체길이 1,462km로, 톈진, 허베이성, 산둥성, 안후이성, 장쑤성을 지나간다. 京은 수도 베이징을, 滬는 상하이를 의미한다. 베이징 남역, 톈진, 지난, 쑤저우, 난징, 상하이 등에는 장거리 특별 쾌속열차, T-특쾌가 정차한다. 베이징 남역 - 톈진 간은 삼선이고, 톈진 - 상하이 구간은 복선으로 되어 있다.  궤간은 표준궤이며 전구간이 교류 25kV 50Hz 가공전차선방식(架空電車線方式)으로 전철화되어 있다. 전구간이 지상 구간이다. 현재, 직행의 Z-21(베이징 역 출발-상하이 도착), Z-22(상하이 출발-베이징 역 도착)가 야간 운행되고 있고, 번잡한 철도망 해소를 위해, 베이징 - 상하이 고속철도의 건설이 2010년에 착공되었다.
- 동부연해통도 센양 ~ 다롄 ~ 옌타이 ~ 우시 ~ （상하이） ~ 항저우 ~ 닝보 ~ 원저우 ~ 아모이 ~ 광저우 ~ 전장
- 징광 철로: 베이징의 베이징 서역에서 광저우 역에 이르는 노선으로 전체 길이는 2,324km이다. 주요 역은 베이징 서역, 스자좡, 정저우 역(룽하이 철로와 교차), 우한, 창샤, 주저우, 헝양, 광저우 역이다.
- 징주 철로: 베이징 ~ 우한 ~ 난창 ~ 선쩐 ~ 카우룽（홍콩）
- 징하 철로: 베이징 ~ 하얼빈 ~ 만주
- 다잔선 다퉁 ~ 타이유안 ~ 焦作 ~ 뤄양 ~ 시먼 ~ 이양 ~ 잉저우 ~ 리우저우 ~ 전장（ ~ 하이커우）
- 바오리우선 바우터우 ~ 시안 ~ 충칭 ~ 구이양 ~ 리우저우（ ~ 난닝）
- 란쿤선 란저우 ~ 청두 ~ 쿤밍

#### 팔종 (동서 노선)
- 루차오철로（룽하이선과 란신선의 총칭）:
  - 룽하이 철로: 장쑤성 롄윈강에서 간쑤성 란저우까지 이르는 철로(길이 1735km)이다.
  - 란신 철로(兰新铁路)는 란저우에서 신장 위구르 자치구의 우루무치에 이르는 길이 1903km의 철도로, 연해지방과 서북 내륙지방을 연결하는 대동맥이다. 원래 신장 위구르 자치구를 거쳐 소련의 철도와 연결시킬 예정이었으나 중·소 대립의 국제정세 때문에 우루무치까지밖에는 건설되지 않았다.[3] 우루무치에서 카자흐스탄과의 국경 도시인 아라산커우(阿拉山口)에 이르는 철도와도 연결된다.
- 징란선　베이징～호아호트～란저우
- 닝시선　(치둥)～난징～시안
- 후쿤선　상하이～주저우～화이화～구이양～쿤밍（화이화～충칭～청두）
- 메이운베이통도　다퉁～친황다오, 센무～황화
- 메이운난통도　타이유안～더저우, 창지～지난～칭다오, 훠마～위에샨～신솽～얀저우～르자오
- 얀장통도　충칭～우한～지우장～우후～난징～상하이
- 시난추하이 통도　쿤밍～난닝～리탕～전장

#### 기타 중국 국철 노선
- 칭짱 철로 시닝 역 ~ 거얼무 역 ~ 라싸 역
- 쿤허 철로 쿤밍 ~ 카이원 ~ 허커우
- 난장 철로 투루판 ~ 쿠얼러 ~ 카슈가르
- 저간선(중국어 간체자: 浙赣铁路)은 항저우에서 징광선 남단의 주저우에 이르는 동선 연락선이다.[4]
- 샹구이선은 징광선이 지나는 헝양에서 시작하여 구이린과 난닝을 경유하여 북베트남 접경의 유이관(友誼關)에 이른다. 샹구이선의 리탕(중국어: 黎塘)은 새로 건설된 리탕선으로 남방의 문호 잔장으로 이어진다.[4]

### 하부 조직
철도부의 주된 하부 조직으로 하얼빈, 셴양, 베이징, 지난, 정저우, 우한, 상하이, 타이위안, 시안, 후허하오터, 란저우, 난창, 난닝, 청두, 쿤밍, 우루무치의 16개 철로국과 광저우철로회사, 칭짱철로회사의 2개 국영 기업이 있다. 광저우는 철로국을 기업화한 것임에 반해 칭짱은 처음부터 기업으로 설립되었다.

## 특수 철도
- 쑤페이 철로 徐沛鉄路
- 빠스 철로 芭石鉄路

## 도시 철도
중국은 국철 이외에도, 지하철, 노면 전차, 모노레일 등이 일부 대도시에서 운영되고 있으며, 그 외에도 자기부상철도 '트란스 라피드'가 상하이에서 2003년 12월 개통되어 운행 중이다.

### 지하철
- 베이징 지하철
- 톈진 지하철
- 상하이 지하철
- 광저우 지하철
- 난징 지하철
- MTR (홍콩 철도)
- 선전 지하철
- 충칭 지하철
- 시안 지하철
- 청두 지하철
- 하얼빈 지하철
- 칭다오 지하철
- 항저우 지하철
- 정저우 지하철
- 선양 지하철
- 포산 지하철

### 노면전차 (LRT)
- 다롄 노면전차
- 창춘 노면전차
- 톈진 노면전차
- 상하이 노면전차
- 홍콩
  - 홍콩의 전차 - 홍콩섬의 2층 트램
  - 신계의 LRT

### 신교통 시스템
- 다롄 쾌궤
- 창춘 경궤
- 우한 경궤
- 마카오 경궤
- 쑤저우 경궤

## 같이 보기
- 중화지성
- 칭짱철도